# Lebeda nanda
Lebeda nanda är en fjärilsart som beskrevs av Moore 1859. Lebeda nanda ingår i släktet Lebeda och familjen ädelspinnare. Inga underarter finns listade i Catalogue of Life.